# 現代における軍事と政治
『現代における軍事と政治』(The Military and Politics in Modern Times: On Professionals, Praetorians, and Revolutionary Soldiers)とは1977年にアモス・パールマターによって発表された政軍関係の研究である。

## 概要
パールマターはハンチントンの政軍関係理論を引用しながら軍隊のプロフェッショナリズムの構成要素の一つである団体性に注目したプリートリアニズムという概念を中心とした理論構築を試みている。
プリートリアニズムとは軍事的な階級が社会において威嚇または武力行使することによって、独立した政治権力を行使する状況を特徴付ける用語である。世界史においてプリートリアニズムの起源は古代ローマの近衛兵（プラエトリアニ）に求めることができる。このローマの近衛兵は元老院を保護しており、その部隊が周辺地域の軍事力を独占し、帝位継承の明示的な規則が存在せず、そしてローマ元老院の権威があることから政治的影響力を誇っていた。そして近衛兵は自らが擁立した候補者を元老院に強制することが可能であった。
現代における政軍関係にこのプリートリアニズムの視点を導入したパールマターはプロフェッショナルな軍事組織の類型はプロイセンやフランスに適用できるものであり、プリートリアニズムは20世紀前半におけるラテンアメリカや中東、アフリカで認められる。そして団体性を持たない軍事組織である革命的兵士の類型は現代の中国に当てはまる類型である。